# Liste der Monuments historiques in Baudoncourt
Die Liste der Monuments historiques in Baudoncourt führt die Monuments historiques in der französischen Gemeinde Baudoncourt auf.

## Liste der Objekte
| Bezeichnung                   | Beschreibung                                                           | Standort                                        | Kennzeichnung | Schutzstatus | Datum | Bild |
| ----------------------------- | ---------------------------------------------------------------------- | ----------------------------------------------- | ------------- | ------------ | ----- | ---- |
| Kelch                         | Silber, vergoldet, gemarkt 1689, Goldschmied Christoph Pfoch           | in der Kirche St-Jean-de-la-Porte-Latine (Lage) | PM70000097    | Classé       | 1943  |      |
| Kelch                         | Glas, Ende des 18. Jahrhunderts                                        | in der Kirche St-Jean-de-la-Porte-Latine (Lage) | PM70000098    | Classé       | 1959  |      |
| Wandvertäfelung des Chorraums | mit zwei Gemälden; Holz, Ölfarbe auf Leinwand, 18. und 19. Jahrhundert | in der Kirche St-Jean-de-la-Porte-Latine (Lage) | PM70002021    | Inscrit      | 2000  |      |
| Kommunionbank                 | Schmiedeeisen, 18. Jahrhundert                                         | in der Kirche St-Jean-de-la-Porte-Latine (Lage) | PM70002022    | Inscrit      | 2000  |      |